# Presbyterní církev (USA)
Presbyterní církev (USA) je protestantská křesťanská církev působící ve Spojených státech amerických. Presbyterní církev je církev tzv. reformovaného směru, navazuje na protestantskou reformaci a učení Jana Kalvína. Je největší protestantskou církví v USA a byla oficiálně založena roku 1983 sjednocením dvou původních protestantských církví, a to:
- církev Presbyterian Church in the United States, která byla rozšířena převážně v jižní části a pohraničních oblastech Spojených států,
- církev United Presbyterian Church in the United States of America, zastoupená víceméně po celém území USA.

Nyní[kdy?] má celá Presbyterní církev USA přibližně 2,2 milionů členů, 10 900 sborů a 14 000 ordinovaných farářů. Církevní ústředí se nachází ve městě Louisville ve státě Kentucky.
Církev je členem asociací:
- National Council of Churches
- Světová aliance reformovaných církví
- Světová rada církví